# Govori Hrvata iločkoga područja
Riječ je o govorima koji su nekoć pripadali slavonskom dijalektu, međutim su pod utjecajem okolnih ekavaca prihvatili ekavski refleks jata i poprimili novoštokavsku akcenuaciju. Riječ je o rubnom dijalektu, koji se osim u Hrvatskoj nalazi i u područjima (nestajajućim enklavama) po Vojvodini u Srbiji.

Glavne karakteristike prijelaza (u vojvođansku novoštokavsku ekavicu) su;
- ekavski refleks jata
- gubljenje i zamjena suglasnika [x]
- uklanjanje zijeva kontrakcijom ili umetanjem suglasnika (reko, jedanajst)
- djelomično provođenje druge palatalizacije (momci, na nogi)
- disimilacija nekih nazala (mlogo, tavno)
- štakavizam (prišt, zviždit)
- novoštokavska akcentuacija (uz znatna odstupanja)

Pri tome nedostaju;
- otvoreniji izgovor vokala o i e
- nema karakterističkog izgovora [š], [ž], [č] i [dž]
- nema različitih elizija i redukcija nenaglašenih vokala
- nema razvoja zvučnih suglasnika na kraju riječi u poluzvučne

Značajke slavonskog dijalekta bi bile;
- ikavizmi u nekim rječima (npr. vidit)
- gubljenje ili zamjena suglasnika [x]
- [l] na kraju riječi i sloga kod imenica i pridjeva obično ostaje nepromijenjen
- sporadično mujiranje [l] ispred i ([gljista], [željiti]
- disimilacija nazala (guvno)
- djelomično provođenje 2. palatalizacije
- glagoli tipa maknit

Dijalekt ne pripada slavonskom jer;
- štakavizam
- nema više protetskog [j]
- nema dominantne ikavske zamjene jata
- nema starijih oblika lokativa, dativa i genitiva množine

Od tuđica su dosta česti turcizmi, a pojavljuju se i njemačke, latinske i druge strane riječi.
Govornici dijalekta su srijemski i banatski Šokci.